# Philopteridae
Philopteridae – rodzina skórnych pasożytów ptaków należących do rzędu Phthiraptera. Powodują chorobę zwaną wszołowicą. Dawniej nazywane wszołami.
Philopteridae stanowią rodzinę składającą się obecnie z około 140 rodzajów.
Najważniejszymi rodzajami są:
- Anatoecus
  - Anatoecus dentatus -pasożyt kaczki domowej, gęsi domowej.
- Cuclotogaster
  - Cuclotogaster heterographa
- Lipeurus
  - Lipeurus caponis
- Stenocrotaphus
  - Stenocrotaphus gigas
- Oulocrepis
  - Oulocrepis dissimilis
- Chelopistes
  - Chelopistes meleagridis
- Goniocotes
  - Goniocotes gallinae